# Yixuv
Yixuv (en hebreu: ישוב) (en català: assentament) és una paraula que en hebreu que es fa servir per referir-se a la massa de població jueva resident en la Palestina otomana, i posteriorment, en el Mandat Britànic de Palestina, abans de l'establiment de l'Estat d'Israel, entre el 1880 i 1948. Tant els residents com els nous pobladors van ser anomenats col·lectivament "Yixuv". El terme va entrar en ús a partir de la dècada de 1880 fins a la creació de l'Estat d'Israel el 1948. Encara es fa servir actualment en hebreu per a designar a la població jueva prèvia a la creació de l'estat.